# Homeopatie

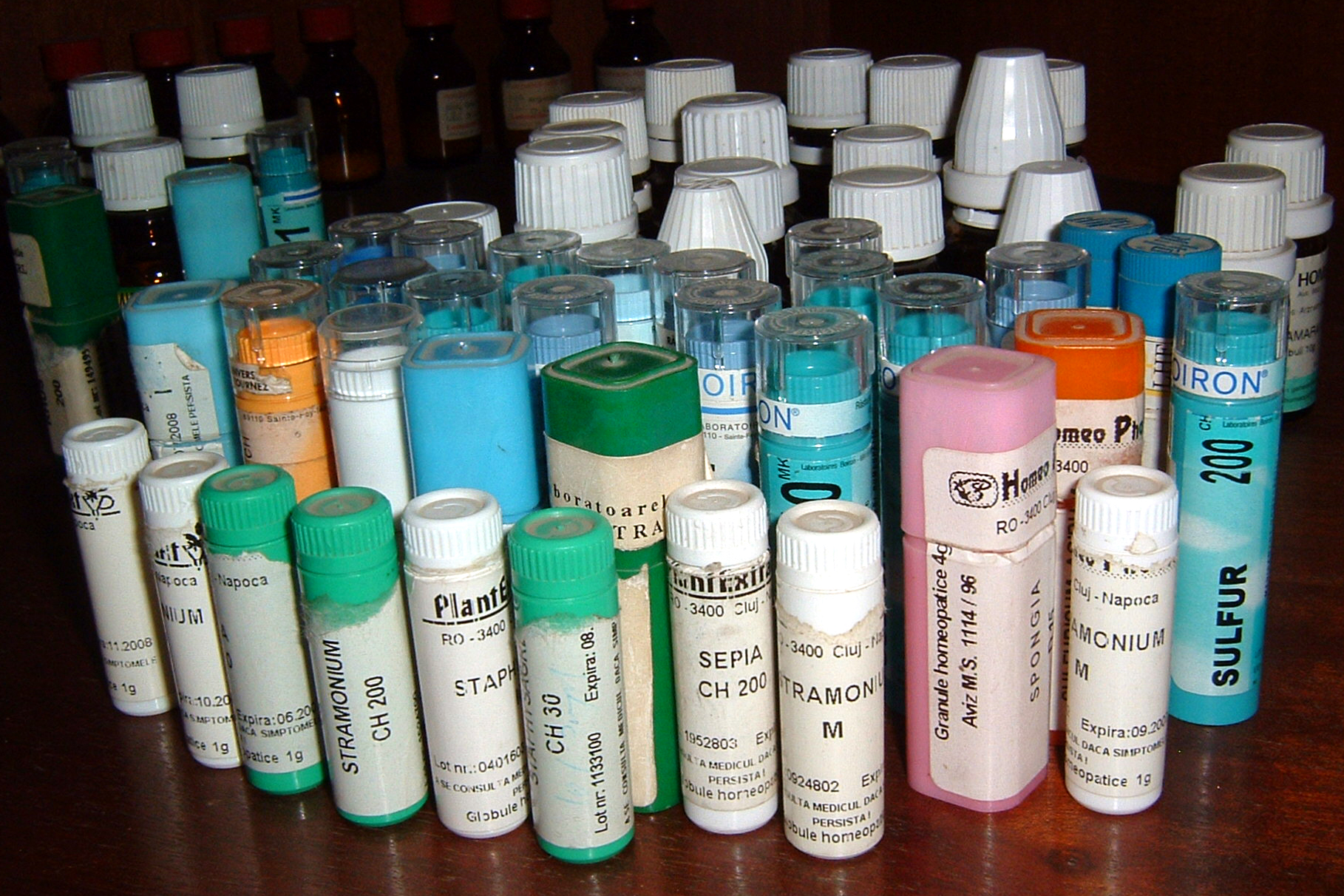
Homeopatické preparáty

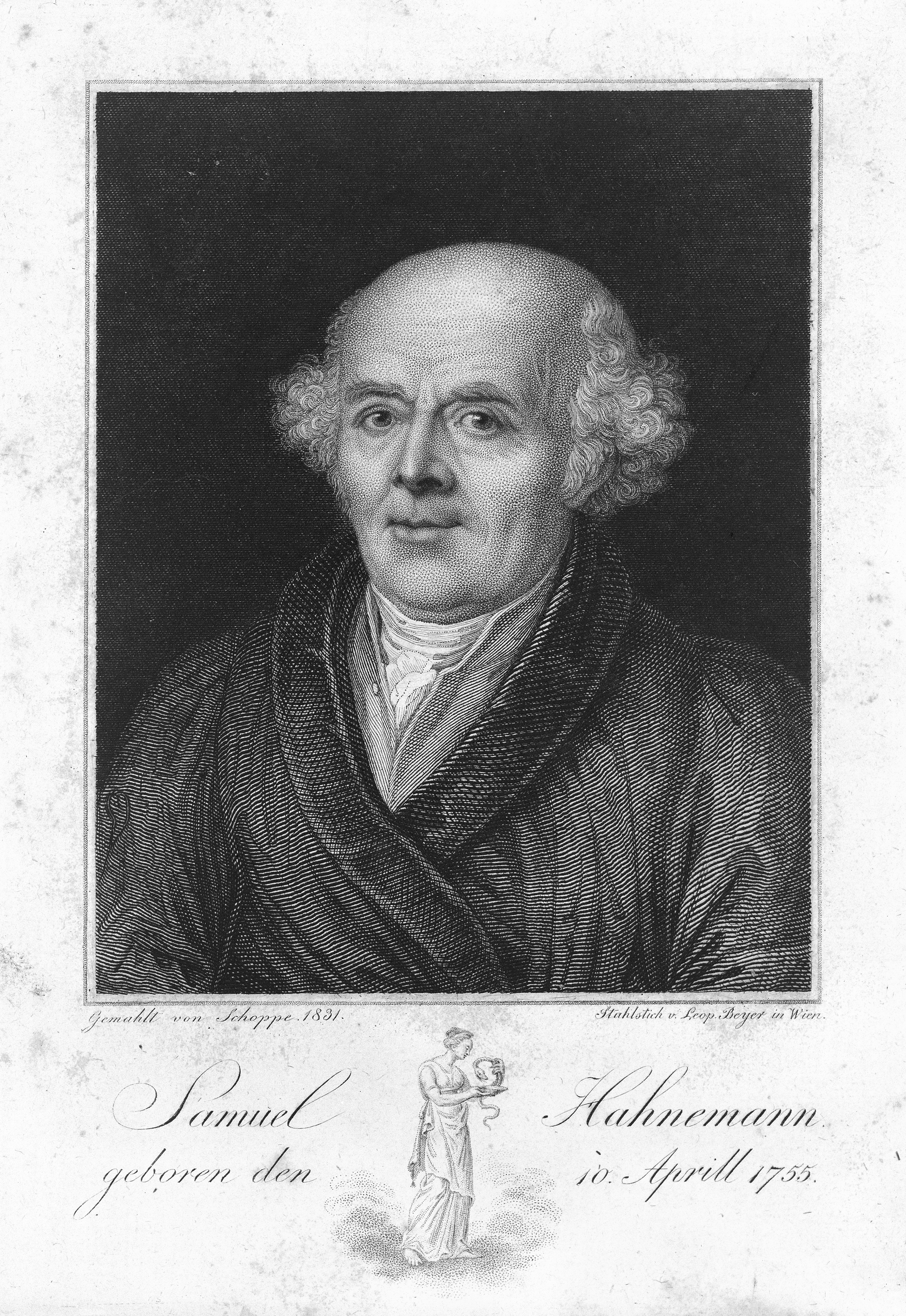
Samuel Hahnemann

Homeopatie je pseudovědecká metoda alternativní medicíny. Používá vysoce ředěné (tzv. potencované) látky, které ve vyšší dávce u zdravého člověka vyvolávají příznaky podobné těm, jaké má léčená choroba (princip minimální dávky a princip léčení podobného podobným). Stupeň zředění je často tak vysoký, že se v přípravku s největší pravděpodobností nevyskytuje ani jedna molekula účinné látky. Účinnost metody ani fungování jejích principů nebyly spolehlivě vědecky prokázány, naopak v rozsáhlých studiích bylo potvrzeno, že homeopatie nemá lepší účinek než placebo; homeopatie je tedy v medicínském kontextu a vědeckých kruzích považována za pseudovědu.
Výraz je odvozený od dvou řeckých slov: homoios (stejný, podobný) a pathos (nemoc, bolest, vášeň). Homeopatickou teorii zformuloval německý lékař Samuel Hahnemann v roce 1810. V současnosti homeopatické metody provozují mnozí léčitelé i někteří lékaři. Česká lékařská společnost JEP se od homeopatie jako celku v roce 2005 stanoviskem svého předsedy distancovala, některé státy, lékařské instituce i pojišťovny ji však akceptují nebo tolerují. Ve Švýcarsku se homeopatická léčba dokonce stala předmětem úhrad zdravotních pojišťoven, protože navzdory zjištění švýcarské vlády, že homeopatie nesplňuje kritéria terapeutické a ekonomické efektivity, byla v referendu (tedy neodborně) z roku 2009 homeopatie schválena pro zkušební dobu šesti let a poté ponechána. Velká Británie pravděpodobně od proplácení ustoupí. V roce 2018 přestala rakouská Lékařská univerzita ve Vídni vyučovat homeopatii. Francie zrušila úhradu homeopatie v roce 2021. Spor o úhradu homeopatie proběhl v Německu.
I vztah homeopatie a lékařské profese se v různých zemích liší – např. v Itálii se smí homeopatii věnovat pouze lékaři, naopak ve Švédsku byla do roku 2011 homeopatie lékařům zapovězena.
Homeopatie dnes není jednotnou teorií, ale má mnoho směrů a škol. Klasická anglo-americká homeopatie přísně navazuje na Hahnemanna, francouzská se přiblížila konvenční medicíně, za jiné teoretické směry je považována německá, rakouská i indická homeopatie. V České republice je v různých organizacích zastoupeno několik směrů.

## Historie

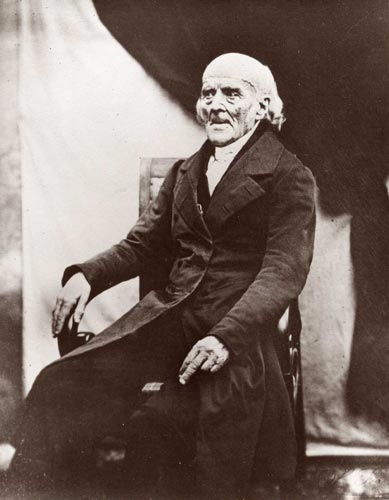
Daguerrotypie zakladatele homeopatie Samuela Hahnemanna z roku 1841

Moderní homeopatii zformoval německý lékař Samuel Hahnemann (1755–1843) v knize Organon der rationellen Heilkunde (Prostředek racionální léčby), která vyšla roku 1810 v Lipsku (a v dalších vydáních byla přejmenovaná na Organon léčebného umění). Vycházel přitom z tradic antického řeckého lékařství, středověké alchymie a evropské herbalistické tradice. Samo slovo „homeopatie“ k označení principu léčby „podobného podobným“ (opak allopatie) pochází již z konce 18. století.
Některé praktiky izopatie, které používali američtí homeopaté od 19. století, připomínají moderní očkování, ačkoliv principy jsou odlišné. Chorobné výměšky byly homeopaticky zředěny, potencovány a pak podávány jiným nemocným.
Homeopatii důvěřoval například Rudolf Hess a Heinrich Himmler ji spolu s vegetariánstvím rozšířil mezi příslušníky SS.
Homeopatická společnost se stala členem České lékařské společnosti (ČLS) v roce 1991, ale již v roce 1996 byla vyloučena, protože podle stanov ČLS sdružuje výhradně zástupce těch medicínských oborů, které vykonávají vědecky uznávané postupy. Proti tomuto způsobu vyloučení se Homeopatická společnost ohradila soudní cestou s požadavkem na zrušení příslušné části stanov, po zamítnutí, při kterém soudkyně odmítla zkoumat vědeckost homeopatie a zkoumala pouze postup ČLK, následovala řada opravných prostředků, která skončila až v roce 2002 Evropského soudu pro lidská práva ve Štrasburku. Tam došlo ke konstatování, že české soudy postupovaly chybně. Je zajímavé, že tento rozsudek bývá prezentován i tak, aby vyvolal dojem, že se rozhodnutí týká přímo ČLS.[nedostupný zdroj]

## Princip
| Potence | Odpovídající ředění |
| ------- | ------------------- |
| 1D      | 1 : 10              |
| 2D      | 1 : 100             |
| 5D      | 1 : 100 000         |
| 10D     | 1 : 10 000 000 000  |
| 20D     | 1 : 1020            |
| 50D     | 1 : 1050            |
| 100D    | 1 : 10100           |
| 1CH     | 1 : 100             |
| 5CH     | 1 : 10 000 000 000  |
| 10CH    | 1 : 1020            |
| 20CH    | 1 : 1040            |
| 30CH    | 1 : 1060            |
| 200CH   | 1 : 10400           |
| 1M      | 1.000 C             |
| 5M      | 5.000 C             |
| 10M     | 10.000 C            |
| 1LM     | 1 : 50 000 C        |
| 2LM     | 1 : 2 500 000 000 C |
| 5LM     | 1 : 3,125×1023 C    |
| 10LM    | 1 : 9,766×1046 C    |

| „                  | Nemoci lidí nejsou způsobeny žádnými látkami, žádnou chorobnou materií nemoci, ale jsou pouze narušením duchovní síly oživující lidské tělo. | “ |
| — Samuel Hahnemann | |   |

Homeopatie je údajně založena přibližně na deseti principech. Mezi nejdůležitější z nich patří:
- Léčba podobného podobným (similia similibus curentur).[9]
- Velmi malé dávky,[29] případně až princip nekonečně malého dávkování resp. infinitezimálního ředění.[9]
- Metody a léčiva se volí podle příznaků bez zkoumání patologických procesů.[29]
- Účinky přípravků musí být testovány na zdravých lidech, protože na nemocných je nelze rozlišit od projevů nemoci.[29]
- Léčivo se podává v jednoduchých dávkách a ne složitých směsích.[29]
- Obvykle se podává v jednorázových dávkách, opakovaně jen, vrátí-li se příznaky onemocnění.[29]
- Potencializace, dynamizace — aktivita účinku se má zvyšovat protřepáváním, nejen rozpouštěním.[29]
- Je založená na zkoumání pacienta a jeho symptomů jako celku, který je potom jako celek i léčen (princip totality symptomů).

Hahneman vycházel z vitalistické teze, že onemocnění je důsledkem narušení životní síly. Homeopatie má životní sílu stimulovat. Podle Thomsona nepůsobí homeopatika fyziologicky, ale využitím synergického jevu, že energie následuje mysl. Případy vyléčení Thomson přisuzuje v 70 až 100 % případů spontánní remisi, účinku soucitu a komunikace s léčitelem a placebo efektu.
Stručný výkladový slovník českých skeptiků uvádí, že homeopatie vysvětluje údajný léčebný účinek tak, že má duchovní povahu, nikoliv fyzikální. Účinnými nemají být přímo molekuly ředěné látky, ale její „otisky“ ve vodě, lihu nebo jiném použitém ředidlu. Dále tvrdí, že pokud by však tyto otisky existovaly, jejich trvání by bylo kvůli klastrové struktuře ředidla v jednotkách nanosekund a jejich efekt by se nepřenášel v dalším čase. A také tvrdí, že diagnostické metody homeopatie nejsou fyzikální ani laboratorní, ale vycházejí z reflexe pocitů a nálad pacienta.
Podle stručného výkladového slovníku českých skeptiků zpočátku byla homeopatie úspěšnější než medicína počátku 19. století, protože pacienty méně poškozovala.

### Potencování a dynamizace
Homeopatické preparáty se v souladu s principem infinitenzimálního ředění podávají ve velmi zředěném stavu. Ředění se provádí tak, že se použije jeden díl účinné látky a přidá se k určitému množství rozpouštědla. Z takto vzniklého ředěného roztoku se vezme jeden díl a přidá se ke stejnému množství rozpouštědla jako v předchozím kroku a postup se opakuje. Tomuto procesu se říká potencování. Pokud se ředí v poměru 1:100, nazývá se potence centezimální a značí se písmenem CH nebo C. U potencí 1000C a vyšších se používá kvůli stručnosti zápis 1M (10M je 10 000C). Číslo v označení potence pak označuje počet takových ředění, např. u homeopatika o potenci 30CH proběhlo ředění 30×. Kromě potencí centezimálních, se používají i potence decimální (označení D nebo též X), kdy se ředí v poměru 1:10, a méně i potence LM, kdy se ředí v poměru 1:50 000. Při Hahnemanem používané potenci 30CH je překročena Avogadrova konstanta a proto je nepravděpodobné, že by v roztoku zbyla alespoň jedna molekula účinné látky.
Dalším principem výroby homeopatik je dynamizace, což je pravidelné protřepávání během ředění. Například při centezimálním ředění se roztok protřepává stokrát. Tento postup má dodat homeopatiku účinnost, protože se mu má tímto způsobem dodávat energie. Pro lepší účinek má být vhodnější manuální protřepání, kvůli přenosu vědecky dosud neprokázané bioenergie.

### Autopatie
Autopatie, někdy též autoizopatie (autoisopatie), je alternativní léčebná metoda vycházející z homeopatie. Systematicky ji popsal a popularizuje český homeopat Jiří Čehovský.
Podle Čehovského má jít o léčebné působení homeopaticky (tedy velmi silně) zředěných vlastních sekretů, nejčastěji slin, na osobu, která má být léčena. Nemá být náhradou konvenčních a odborných způsobů léčby ani jiných alternativních metod, ale jejich doplňkem. Autopatie vychází z homeopatického předpokladu, že zdraví i jeho poruchy mají původ v naší astrální (spirituální) oblasti, a že každý máme svou individuální vibrační strukturu.
Jiří Čehovský ve své knize uvádí, že o autopatii, kterou objevil, „neexistuje ve světovém kontextu žádná kniha ani článek,“ ale zároveň říká, že s vlastními sekrety pracoval již objevitel homeopatie Samuel Hahnemann, a že jde tedy o metodu, která není homeopatům úplně neznámá.

## Vědecký výzkum
Vědecká komunita je přesvědčena o neúčinnosti homeopatie.
A. Scofield v roce 1984 konstatoval, že se přes řadu pokusů a klinických testů nepodařilo nalézt dostatek důkazů, že homeopatie je účinná, avšak ani nebyla její účinnost vyvrácena. Negativní výsledek přisuzoval špatné metodice studií.
Francouzská skupina Groupe de Recherches et d'Essais Cliniques et Homéopathie provedla v roce 1989 testy, které měly ověřit dosavadní pozitivní studie o účinnosti homeopatie. Pozitivní důkaz ve prospěch homeopatie nenalezla.
C. Hill a F. Doyon v roce 1990 hodnotili 40 pokusů, z nichž 3 měly podle tohoto posuzování závažné metodologické chyby a právě jen tyto tři pokusy vykazovaly pozitivní výsledky.
J. Kleijnen v roce 1991 Hillovi a Doyonovi oponoval. Podle něj chybně vyhodnotili dva experimenty jako nenáhodné a sedm jako negativní. Možnost závažného vychýlení výsledků kvůli metodologickým nedostatkům konstatoval Kleijnen u všech provedených experimentů. Podle Kleijnena je sice výsledek metaanalýzy pozitivní, nicméně pro špatnou metodologickou kvalitu a pro nepoznanou roli publikačního biasu není dostačující k definitivnímu závěru.
J. Boissel v roce 1996 uvedl, že ze 184 zpráv o řízených experimentech lze jen 17 brát vážně, avšak jejich rozsah je příliš malý, než aby mohly být činěny jakékoliv závěry o účinnosti nebo neúčinnosti homeopatie.
Klaus Linde z Centra pro výzkum doplňkové medicíny v Mnichově v roce 1997 při metaanalýze 89 pokusů s placebem a 185 pokusů dospěl k závěru, že není žádný dostatečný důkaz o účincích homeopatické medicíny za jednoznačných klinických podmínek. V závěru článku však autoři uvedli, že jejich výsledky nejsou slučitelné s hypotézou, že klinické účinky homeopatie jsou zcela důsledkem placebo jevu. O rok později Linde závěr této metaanalýzy interpretoval odlišně, když konstatoval, že byly odhaleny chyby v provedení experimentů, které je činí nevěrohodnými, a shrnul, že neexistuje žádný důkaz, že homeopatika jsou účinnější než placebo.
Pro potřeby švýcarské vlády byla vypracována rozsáhlá metaanalýza výsledků publikovaných prací, která byla v roce 2005 publikována v prestižním časopise The Lancet. Autoři dospěli k závěru, že klinický efekt homeopatie je srovnatelný s placebem.
Posadzki a kol. publikovali v roce 2012 v časopise International Journal of Clinical Practice systematický přehled možných nežádoucích účinků homeopatie, ve kterém dospívají k závěru, že homeopatie má potenciál poškodit pacienta přímým i nepřímým způsobem.

## Rizika
Možné negativní účinky homeopatik speciálně zkoumány nebyly, ať už by šlo o nesprávný účinek údajného principu homeopatie nebo o nocebo efekt, opak placebo efektu. Hlavním rizikem je nasazení neúčinných homeopatik v případě závažné choroby, která vyžaduje urychlenou efektivní léčbu (např. rakovina). Ztracený čas a rozvoj choroby ohrožují pacienta na životě.
Hypotézu o tom, že lze dokázat škodlivost homeopatik (navzdory jejich neúčinnosti), prosazoval například prof. Edzard Ernst, předseda Doplňkové medicíny na Exeterské univerzitě ve Velké Británii. Jedna studie dokonce konstatovala zdravotní riziko podávaných veterinárních homeopatik. Rizika alergických či jiných nežádoucích reakcí jsou zaznamenávána zejména u homeopatických roztoků s nižším stupněm ředění jedovatých látek (sloučeniny arsenu, alkaloidy, rtuť atd.) nebo alergenů. Vysoce ředěná homeopatika ale tento problém nemají.

## Registrace homeopatických přípravků
Homeopatika mohou být registrovány v rámci zjednodušeného řízení, kde se nedokladuje jejich účinnost, podle směrnice EHS č. 92/73/EHS z roku 1992. Tento předpis je pro členy EHS závazný a proto ani v ČR nejsou při registraci homeopatik požadovány důkazy účinnosti, ověřuje se pouze kvalita a bezpečnost výrobku. Homeopatické přípravky lze v ČR registrovat podle zákona č. 378/2007 Sb. zjednodušeným postupem, v takovém případě se indikací přípravku nesmí objevit na obalu nebo v informacích o přípravku. Homeopatické přípravky lze registrovat také v „Řízení o specifických homeopatických přípravcích“, kdy žadatel musí doložit (např. homeopatickou literaturu) vhodnost a oprávněnost léčebných indikací, ale povolené indikace jsou omezeny na zmírnění nebo léčbu drobných příznaků nebo lehkých onemocnění, které nevyžadují dohled nebo zásah lékaře.
V USA platí od roku 1938 Federal Food, Drug, and Cosmetic Act, podle kterého jsou látky uvedené v Homeopathic Pharmacopeia of the United States automaticky pokládány za léky, přičemž nikde není zakotvena povinnost dokladovat u tohoto seznamu látek účinnost.

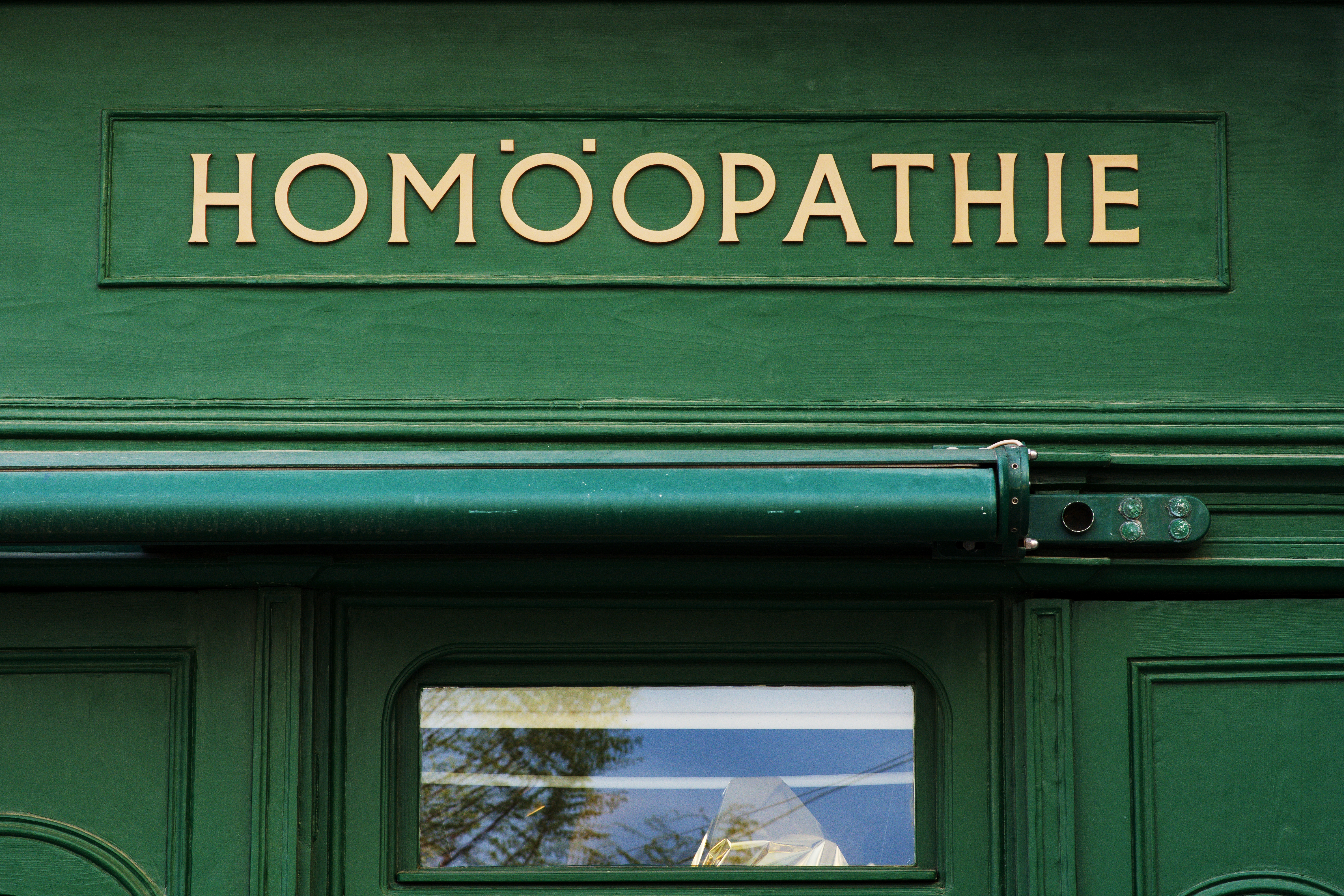

  V roce 2019 Food and Drug Administration (FDA) zrušila pravidla, která umožňovala prodej neschválených homeopatik. V současné době nejsou žádné homeopatické přípravky schváleny FDA.

## Společenský význam
Podle Skeptického slovníku je homeopatie vedle akupunktury nejrozšířenějším oborem alternativní medicíny. Průzkum z roku 2009 zjistil, že pouze 17 % respondentů ví, jak se homeopatický lék vyrábí.
Vědecká rada České lékařské komory ve svém stanovisku k homeopatii ze dne 12. 7. 1993 uvádí: „VR považuje homeopatii za léčebnou metodu, kterou může vykonávat a homeopatické léky předepisovat každý, kdo má oprávnění léčit.“ Toto stanovisko nijak nehodnotí skutečnou účinnost, pouze zamezuje případnému postihu lékaře pouze za homeopatii a naopak otevírá možnost postihu lékaře za poškození pacienta v souvislosti s homeopatií.[zdroj?] Česká lékařská komora však zveřejnila text, ve kterém mimo jiné poukazuje na to, že klinická účinnost homeopatie nebyla rigorózně prokázána.
V roce 1997 vydala pracovní skupina EU European Cooperation in the field of Science and Technology (COST) Prohlášení o užívání komplementárnách a jiných nekonvenčních léků, ve kterém je mimo jiné řečeno, že musí být podán jednoznačný důkaz o účinnosti léků, aby se předešlo nesprávným závěrům na základě neaktivní substance (tj. placeba).

## Kritika

### Homeopatie a medicína
Ministerstvo zdravotnictví požádalo Českou lékařskou společnost Jana Evangelisty Purkyně o stanovisko k homeopatii. Předsednictvo ČLS JEP se na své 11. schůzi dne 21. prosince 2005 rozhodlo, že prof. Blahoš sepíše odmítavé stanovisko s tím, že homeopatické diagnostické a léčebné metody předsednictvo považuje za nevědecké, jež nejsou založeny na důkazech (EBM). Na první schůzi předsednictva 25. ledna 2006 prof. Blahoš informoval předsednictvo, že se ČLS JEP bude distancovat od případných článků o homeopatii ve Zdravotnických novinách.
Český klub skeptiků Sisyfos považuje všechny účinky homeopatických preparátů za placebo efekt. Soukromé osoby, vědci a lékaři (např. Donald Driscol, advokát ze Severní Kalifornie a onkolog Wallace Sampson) vedou soudní spory s výrobci a distributory homeopatických léků s tvrzením, že homeopatické produkty jsou vnucované v rozporu se zákonem o ochraně spotřebitelů, poukazují na neférové obchodní praktiky a zavádějící reklamu.
Heřtův Skeptický výkladový slovník označuje homeopatii za absurdní výmysl, který dnes nemá žádné opodstatnění, a o jejích principech říká, že jsou v příkrém rozporu s tzv. přírodními zákony i s vědeckými poznatky a lze je snadno vyvrátit věcnými i logickými argumenty.
Kritici tvrdí, že je nepravděpodobné, že velmi malé množství léčivé látky v homeopatických preparátech má jakýkoliv efekt na tělo, a upozorňují, že často homeopatické léky neobsahují ani jednu molekulu původní účinné látky.
Stuart Thomson, ředitel Gaia Research Institute, v květnu 1999 vydal obsáhlý článek kritizující homeopatii.
Mnozí autoři upozorňují na vysokou léčebnou účinnost placebo efektu na některé stavy a polemizují o etických i metodologických podmínkách jeho využití. Za hlavní riziko homeopatie je považováno, že vyčkávání na její účinky může oddálit nasazení standardní léčby.
V roce 2009 vydala WHO varování, podle kterého propagace homeopatických preparátů v rozvojových zemích ohrožuje lidské životy. Varování se týká zejména terapie takových chorob, jakými jsou např. tuberkulóza, AIDS, malárie nebo chřipka.
V roce 2015 publikovali J.K. Ostermann a T. Reinhold z Ústavu pro sociální medicínu, epidemiologii a zdravotní ekonomiku Charité, Berlín, a C.M. Witt působící tamtéž a také na Ústavu komplementární a integrativní medicíny Univerzitní nemocnice Curych a Univerzity Curych a v Centru pro integrativní medicínu Univerzity Maryland farmakoekonomickou analýzu nákladů s doplněním homeopatie ke standardní léčbě. Autoři analyzovali údaje 44500 pojištěnců v Německu. Zjistili, že doplnění homeopatie ke standardní terapii představuje signifikantní zvýšení nákladů.
Britská zdravotní služba NHS ukončila úhradu homeopatické péče, kterou označila jako „zneužívání prostředků“.
Řada významných medicínských a vědeckých organizací i vládních agentur se shoduje na tom, že homeopatie je neefektivní, neúčinná, potenciálně nebezpečná a jako taková by proto přinejmenším neměla být hrazena z veřejných fondů. Jde o následující organizace:
- National Health and Medical Research Council (Národní rada pro zdravotní a lékařský výzkum, Austrálie).[59]
- United Kingdom's House of Commons Science and Technology Committee (Výbor pro vědu a techniku Dolní sněmovny Spojeného království)[59]
- Federal Department of Home Affairs (Švýcarské ministerstvo vnitra)[60]
- Росси́йская акаде́мия нау́к (Ruská akademie věd).[61]
- European Academies' Science Advisory Council (poradní sbor evropských akademií věd).[62]

### Vystoupení Edzarda Ernsta
Edzard Ernst je prvním profesorem alternativní medicíny ve Velké Británii, působí na Oddělení komplementární medicíny na Exeterské univerzitě. Ačkoliv svoji kariéru začínal jako homeopat, po podrobných analýzách a po provedení vlastních studií dospěl k jednoznačnému závěru, že homeopatie je jen placebo. Ernst na sebe upoutal pozornost mimo jiné i tím, že v roce 2008 jako bývalý homeopat společně se spisovatelem Simonem Singhem veřejně nabídli 10 000 liber tomu, kdo v řádně uspořádané klinické studii dokáže, že homeopatie funguje.

### Happening 10:23
30. ledna 2010 v 10:23 uspořádali britští skeptici po celé Anglii protestní Happening 10:23, během kterého se veřejně „předávkovali“ údajně velmi silnými homeopatickými léky - demonstrativně spolkli celé balení (až 100 cukrových tabletek). Bez jakýchkoli účinků. Empiricky tak prokázali neexistenci proklamovaných účinků.
V roce 2011 (neděle 6. 2. 2011 v 10:23) pro velký úspěch tato akce proběhla v celosvětovém měřítku (25+ zemí, 1500+ účastníků), včetně České republiky, kde ji uspořádal Český klub skeptiků Sisyfos, kteří se tím snažili empiricky prokázat, že homeopatie nefunguje.
Zvolené datum a čas odkazují na Avogadrovu konstantu – a v přeneseném slova smyslu na fakt, že homeopatické léky po sérii ředění neobsahují žádné účinné látky.
V roce 2016 (neděle 23. října) proběhla v několika českých městech a v Bratislavě akce Hromadné předávkování homeopatiky, která poukázala na nesmyslnost tohoto způsobu léčby.

### Homeopatie a římskokatolická církev
I když neexistuje jednoznačné vyjádření Vatikánu k otázce homeopatie, je postoj praktikujících katolíků vesměs odmítavý. Důvodem je především okultní pozadí homeopatie, kvůli kterému by měla být homeopatie škodlivá a duchovně nebezpečná, může dojít až ke spoutání démonem homeopatie.
Vojtěch Kodet spojuje počátky homeopatie se zednářskými myšlenkovými postupy a postoji, které jsou neslučitelné s křesťanským učením. Filosofie homeopatie a další příbuzné filosofie (magnetismus, mesmerismus) jsou totiž filosoficko-náboženské systémy bez zosobněného Boha. Zároveň se pro předepisování homeopatických preparátů využívá astrologie, která je rovněž neslučitelná s křesťanskou vírou.

### Soudní kauzy v ČR
Dne 27. července 2011 potvrdil Krajský soud v Brně desetiměsíční podmíněný trest pro lékařku Janu Šteclovou za to, že léčila pacientku dlouhodobě pouze homeopatiky. Šteclová léčila v letech 1999 až 2006 své pacientce onemocnění štítné žlázy pouze homeopatiky a nekontrolovala změny jejího stavu. Podle nálezu soudu se stav pacientky zhoršil natolik, že při následné hospitalizaci zemřela. Šteclová se hájila mimo jiné tím, že postupovala v souladu s přáním pacientky a změnu terapie jí navrhovala. Dále tvrdila, že pitva provedená po smrti pacientky prokázala, že byla štítná žláza v pořádku. Lékařce byl vyměřen mírný trest právě proto, že pacientka s léčbou homeopatiky souhlasila a tím se na své léčbě podílela.
V září 2019 rozhodl rozšířený senát Nejvyššího správního soudu, že účinky homeopatie nejsou vědecky prokázané, a pokud nelze homeopatii poskytovat podle pravidel vědy a uznávaných medicínských postupů, pak se nemůže jednat o zdravotní službu a nedopadá na ni zákon o zdravotních službách. Soudce Petr Mikeš k rozhodnutí uvedl: „Je právem občanů, jako svobodných jedinců, pokusit se řešit své zdravotní obtíže i metodami, které podle aktuálních vědeckých poznatků žádné účinky nemají, pokud nejsou uváděni v omyl o tom, že by se jednalo o zdravotní službu podle zákona o zdravotních službách. Stát jim nemá bránit v hledání jejich štěstí, ačkoliv se může domnívat, že se jedná o cestu neefektivní.“
Praktizování homeopatie lze podle soudce Mikeše kontrolovat ze zákona o ochraně spotřebitele (jako nekalé obchodní praktiky) nebo se bránit občanskoprávně (za způsobenou újmu) a v krajním případě může být vyvozena vůči homeopatovi i odpovědnost trestní (za ublížení na zdraví).